# Werk aan de Glashut
Werk aan de Glashut is een aarden vestingwerk van de Grebbelinie in de Nederlandse provincie Utrecht. Het werd in 1799 aangelegd op enkele kilometers van het toenmalige centrum van Amersfoort aan de rivier de Eem.

## Geschiedenis

### Aanleg
Omstreeks 1745 kwam hier een verdedigbare stenen toren, een zogenaamde Spaanse redoute. De Eemdijk was een belangrijke toegangsweg vanuit het tegenwoordige Bunschoten, langs Amersfoort en verder naar het zuiden. Reizigers die de Eem wilden oversteken konden gebruik maken van een pontveer. Bij de toren lag een tolhuis en ook ‘de Glashut’, een glasblazerij die in 1952 werd afgebroken.
De Republiek der Zeven Verenigde Nederlanden was 1744 begonnen met de aanleg van de Grebbelinie om Holland te beschermen. In 1793 verklaarde Frankrijk aan Nederland de oorlog. Dit was de eerste keer dat de linie in gereedheid werd gebracht om zijn defensieve functie waar te maken. Na een gevechtspauze zetten de Fransen, onder bevel van generaal Pichegru, eind 1794 weer de aanval in. Ze waren succesvol en Nederland werd bezet. De Fransen zagen het nut van de Grebbelinie in en versterkten de linie.
In 1799 werd de post versterkt. Het werd een uitgebreider verdedigingswerk met twee onregelmatig gevormde bastions die eveneens de Glashutterkade afsloot. Het werk inclusief de grachten kreeg de afmetingen van ongeveer 340 meter bij 220 meter. De Glashutterkade was een komkering tussen de 8e of Glashutkom en de 9e of Coelhorsterkom. Na deze verbeteringen werd de naam gewijzigd in Werk aan de Glashut. De Spaanse redoute werd circa 1809 afgebroken.
Het terrein van het werk is sinds 1836 particulier eigendom, maar werd in 1939-1940 gehuurd door Defensie.

### Tweede Wereldoorlog
In de meidagen 1940 was het bezet door soldaten van het 7e Regiment Infanterie van de 7e Divisie. Vlak voor het uitbreken van de oorlog zijn er nog versterkingen aangebracht. Uit die periode is vanaf de weg nog een Nederlandse S3 kazemat te zien, met resten van de originele camouflageverf. In het noordwestelijke deel van het werk liggen nog een S3 kazemat of Stekelvarken en een flankerende betonkazemat type B, maar deze twee zijn niet vanaf de openbare weg zichtbaar.
Na de opheffing van de Grebbelinie in 1951 is de Glashutterkade verdwenen.

## Huidige situatie
Het terrein is privébezit en niet opengesteld voor het publiek.
Op iets meer dan drie kilometer ten noordwesten ligt het Werk bij Krachtwijk, ook aan de Eem en eveneens onderdeel van de Grebbelinie.

## Fotogalerij

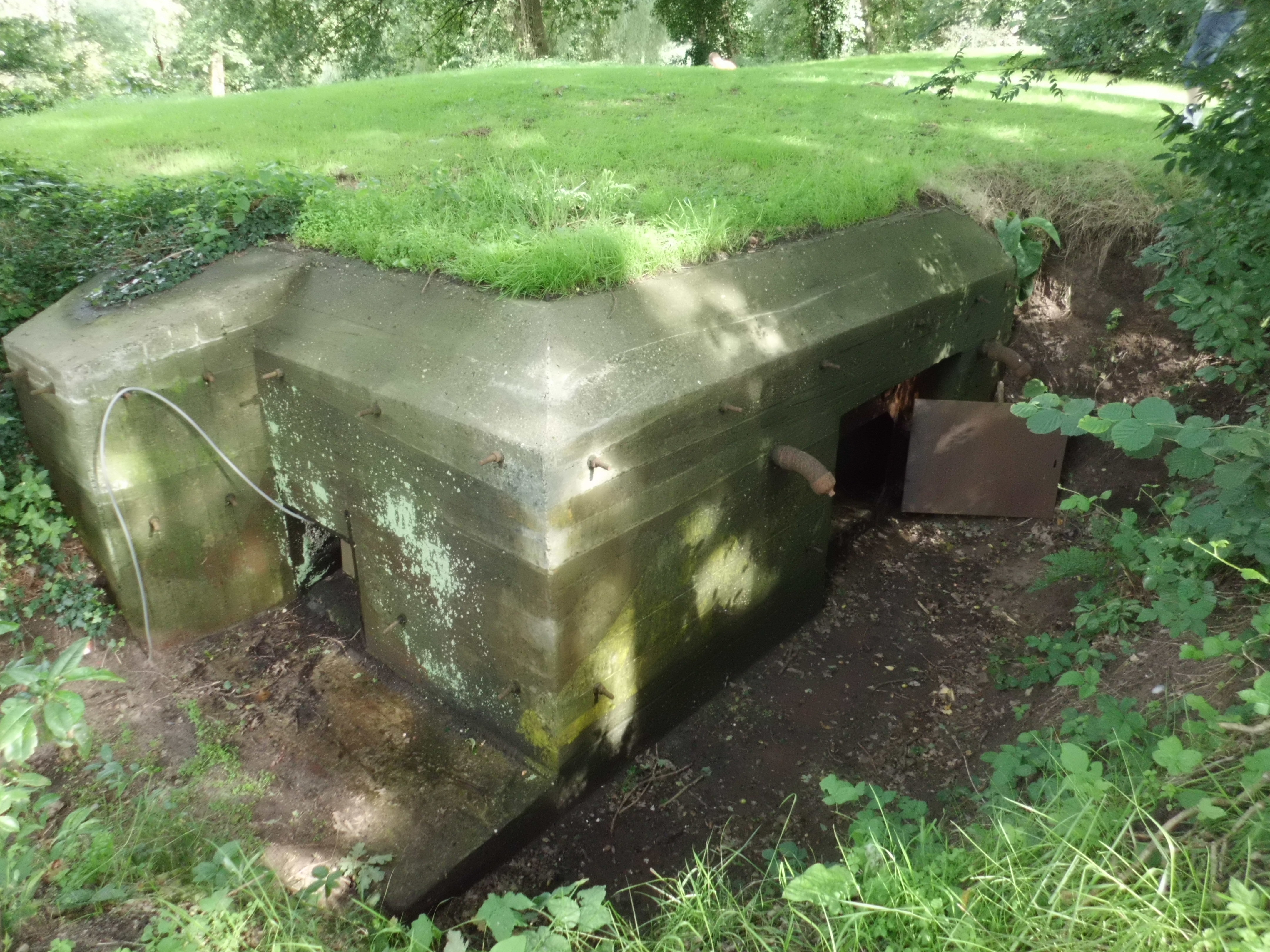
Flankerende kazemat type B
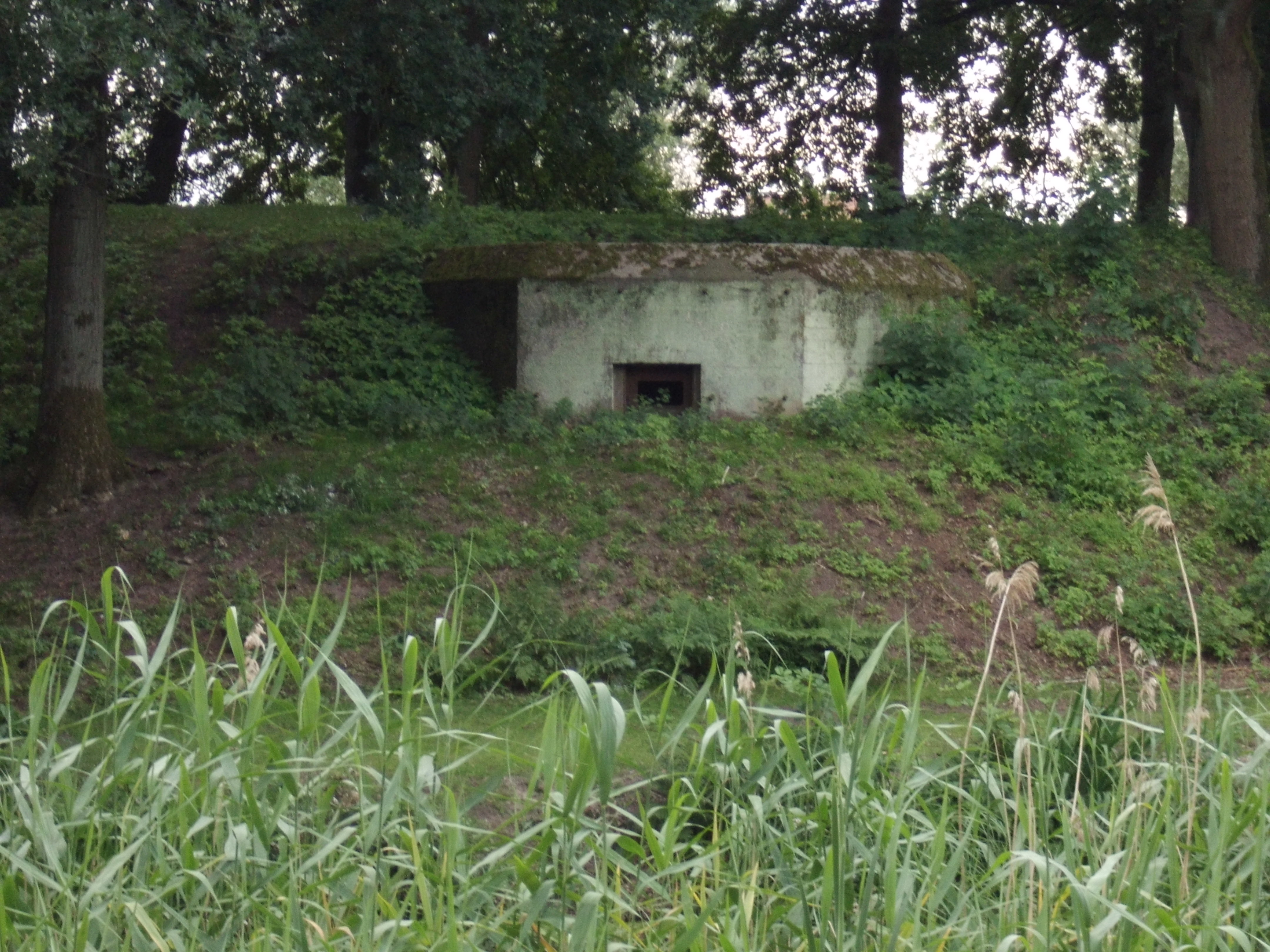
Nederlandse S3 kazemat